# Honda (Kolumbien)
Honda ist eine Gemeinde (municipio) im Departamento Tolima, Kolumbien.

## Herkunft des Namens

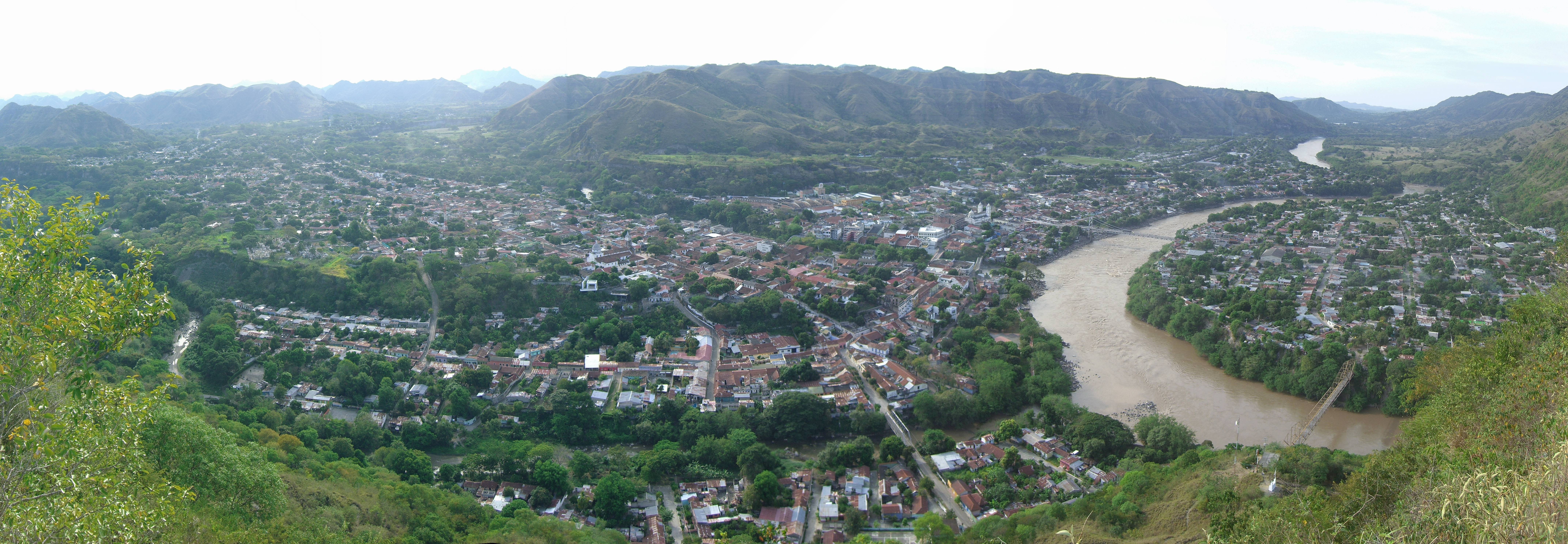
Blick auf Honda

Der Name Honda stammt von den Ondaimas, einem indigenen Volk, das die Ufer und Umgebung des Flusses Magdalena, dem größten Strom Kolumbiens, an der Stelle bewohnte, wo heute die Stadt liegt.
Honda wird „Stadt der Brücken“ genannt, wegen der mehr als 25 Brücken über die Flüsse Magdalena, Gualí, Guarinó und die Quebrada Seca. Sie wird auch „Stadt des Friedens“ genannt, weil sie von der Gewalt der 1950er Jahre größtenteils verschont blieb.

## Geographie
Honda liegt in der Provincia del Norte  im Nordosten von Tolima auf einer Höhe von 225 m ü. NN, 92 km von Ibagué und 142 km von Bogotá entfernt und hat eine Durchschnittstemperatur von 30 °C. Die Gemeinde grenzt im Norden an Victoria und La Dorada im Departamento de Caldas, im Osten an Guaduas im Departamento de Cundinamarca, im Süden an Armero und im Westen an Mariquita.

## Bevölkerung
Die Gemeinde Honda hat 23.830 Einwohner, von denen 23.115 im städtischen Teil (cabecera municipal) leben (Stand: 2019).

## Geschichte
Honda wurde am 24. August 1539 gegründet. Das „goldene Zeitalter“ der Stadt war zwischen 1850 und 1910, als der Fluss Magdalena der einzige Transportweg zwischen der Karibikküste und Bogotá im Landesinneren war. Die Stadt war der wichtigste Flusshafen des Landes und alle für Bogotá bestimmten importierten Güter wurden dort umgeschlagen.

## Wirtschaft
Die Hauptgewerbe von Honda sind Tourismus, Fischerei und Rinderzucht.

## Religion
Zusammen mit Líbano ist Honda Sitz der römisch-katholischen Diözese von Líbano-Honda.

## Persönlichkeiten
- Alfonso López Pumarejo (1886–1959), kolumbianischer Präsident von 1934 bis 1938 und von 1942 bis 1945